# Кубок Іспанії з футболу 1969
Кубок Іспанії з футболу 1969 — 67-й розіграш кубкового футбольного турніру в Іспанії. Титул здобув Атлетік (Більбао). 

## Календар
| Раунд      | Дата                                            | Матчі | Клуби  |
| ---------- | ----------------------------------------------- | ----- | ------ |
| 1/8 фіналу | 3-4/10-11 травня/ 13 травня 1969 (перегравання) | 16+1  | 16 → 8 |
| 1/4 фіналу | 17-18/24-25 травня 1969                         | 8     | 8 → 4  |
| 1/2 фіналу | 1/7 червня/ 10 червня 1969 (перегравання)       | 4+1   | 4 → 2  |
| Фінал      | 15 червня 1969                                  | 1     | 2 → 1  |

## 1/8 фіналу
| Команда 1              | Заг. | Команда 2         | 1-й матч | 2-й матч |
| ---------------------- | ---- | ----------------- | -------- | -------- |
| 3/11 травня 1969       |      |                   |          |          |
| Валенсія               | 3:2  | Кордова           | 2:0      | 1:2      |
| 4/10 травня 1969       |      |                   |          |          |
| Реал Сосьєдад          | 5:4  | Барселона         | 5:1      | 0:3      |
| Реал Сарагоса          | 1:2  | Атлетік (Більбао) | 1:1      | 0:1      |
| 4/11 травня 1969       |      |                   |          |          |
| Атлетіко (Мадрид)      | 2:1  | Реал Мадрид       | 2:1      | 0:0      |
| Депортіво (Ла-Корунья) | 4:2  | Лас-Пальмас       | 2:1      | 2:1      |
| Ельче                  | 2:1  | Понтеведра        | 2:0      | 0:1      |
| Еспаньйол              | 2:5  | Депортіво Малага  | 0:3      | 2:2      |
| Сабадель               | 3:3  | Гранада           | 3:0      | 0:3      |

Перегравання
| Команда 1      | Рахунок | Команда 2 |
| -------------- | ------- | --------- |
| 13 травня 1969 |         |           |
| Сабадель       | 0:1     | Гранада   |

## 1/4 фіналу
| Команда 1              | Заг. | Команда 2         | 1-й матч | 2-й матч |
| ---------------------- | ---- | ----------------- | -------- | -------- |
| 17/24 травня 1969      |      |                   |          |          |
| Атлетіко (Мадрид)      | 2:3  | Реал Сосьєдад     | 1:2      | 1:1      |
| 17/25 травня 1969      |      |                   |          |          |
| Валенсія               | 2:3  | Ельче             | 1:2      | 1:1      |
| 18/24 травня 1969      |      |                   |          |          |
| Депортіво (Ла-Корунья) | 1:3  | Атлетік (Більбао) | 0:0      | 1:3      |
| 18/25 травня 1969      |      |                   |          |          |
| Гранада                | 3:2  | Депортіво Малага  | 2:1      | 1:1      |

## 1/2 фіналу
| Команда 1       | Заг. | Команда 2         | 1-й матч | 2-й матч |
| --------------- | ---- | ----------------- | -------- | -------- |
| 1/7 травня 1969 |      |                   |          |          |
| Ельче           | 4:4  | Реал Сосьєдад     | 3:0      | 1:4      |
| Гранада         | 1:3  | Атлетік (Більбао) | 1:1      | 0:2      |

Перегравання
| Команда 1      | Рахунок | Команда 2     |
| -------------- | ------- | ------------- |
| 13 травня 1969 |         |               |
| Ельче          | 2:0     | Реал Сосьєдад |

## Фінал
| 15 червня 1969 |

| Атлетік (Більбао) | 1:0      | Ельче |
| ----------------- | -------- | ----- |
| Арієта 82'        | Протокол |       |

| Сантьяго Бернабеу, Мадрид Глядачів: 120 000 Арбітр: Антоніо Камачо |